# Stanisław Tondos (oficer)
Stanisław Michał Tondos (ur. 25 maja 1895 w Krakowie, zm. 27 września 1978 tamże) – major piechoty Wojska Polskiego.

## Życiorys
Urodził się w rodzinie Stanisława (1854–1917), malarza pejzażysty, nauczyciela nadetatowego rysunków w krakowskim Gimnazjum św. Anny. Do tego samego gimnazjum uczęszczał Stanisław (junior). 14 maja 1914 będąc uczniem klasy VIIB wystąpił z gimnazjum. Maturę złożył dopiero 10 grudnia 1917.
W czasie I wojny światowej walczył w szeregach cesarskiej i królewskiej Armii. Jego oddziałem macierzystym był Pułk Piechoty Nr 13. Na stopień podporucznika został mianowany ze starszeństwem z 1 sierpnia 1916 w korpusie oficerów rezerwy piechoty.
Służył w 74 Pułku Piechoty w Lublińcu. 2 października 1923 minister spraw wojskowych powierzył mu pełnienie obowiązków dowódcy batalionu. Później został przeniesiony do 50 Pułku Piechoty w Kowlu, w którym pełnił obowiązki dowódcy I batalionu. 1 grudnia 1924 został mianowany majorem ze starszeństwem z 15 sierpnia 1924 i 167. lokatą w korpusie oficerów piechoty (w marcu 1939, w tym samym stopniu i starszeństwie zajmował 13. lokatę). W 1924 ponownie służył w 74 pp. W 1925 był dublerem na stanowisku dowódcy III batalionu. W 1928 był przydzielony do Dowództwa Okręgu Korpusu Nr VIII w Toruniu. W marcu 1932 został przeniesiony z 58 Pułku Piechoty w Poznaniu na stanowisko komendanta placu w Siedlcach. W kwietniu 1934 został przeniesiony do 36 Pułku Piechoty Legii Akademickiej w Warszawie na stanowisko kwatermistrza.
W marcu 1939 pełnił służbę w Komendzie Rejonu Uzupełnień Ostrowiec na stanowisku komendanta rejonu uzupełnień.
Zmarł 27 września 1978 w Krakowie. Został pochowany razem z ojcem na cmentarzu Rakowickim.
Był żonaty z Anną Marią Staewen (1905–1988), z którą miał dwoje dzieci: Ryszarda (ur. 1925) i Zuzanę po mężu Starek (ur. 1926).

## Ordery i odznaczenia
- Krzyż Walecznych dwukrotnie[16]
- Brązowy Medal Waleczności[4]
- Krzyż Wojskowy Karola[4]